# Giraudia ferruginea
Giraudia ferruginea là một loài tò vò trong họ Ichneumonidae.